# Meros
Meros (griech. μέρος, Pl. μέροι meroi) war eine taktische Einheit der byzantinischen Armee. Das Meros wurde von einem Merarchen, der auch Stratelates genannt wurde, kommandiert.
Ein Kavalleriemeros wurde üblicherweise in drei Moira gegliedert, die wiederum von mehreren Banda gebildet wurden. Das mittlere Moira umfasste zwei Drittel der Stärke des jeweiligen Meros und ist in geschlossener Formation (defensores) aufgestellt. Dieses Moira wurde direkt vom Merarchen kommandiert. Die beiden Moira an den Flanken wurden in offener Formation (koursores) aufgestellt. 
Der Merarch des mittleren Meros der ersten Schlachtreihe fungierte als Stellvertretender Kommandeur der Armee (hypostrategos), siehe Strategikon des Maurikios I 3 [Dennis, S. 14–16].
Je nach Größe einer Armee konnte die Stärke eines Meros stark schwanken, da byzantinische Armeen in mehrere Meroi gegliedert wurden, unabhängig, ob es sich dabei um eine Streitmacht von moderater Stärke (2000 bis 6000 Reiter) oder eine große Streitmacht(mehr als 15.000 Reiter) handelte (siehe Strategikon III 8–10 [Dennis, S. 43–45]). 
Ein Meros sollte idealerweise nicht mehr als 6000 bis 7000 Mann stark sein. In den Taktika Leos VI. (ca. 900 A.D.) werden jedoch auch Meroi beschrieben, die lediglich 250 (2. und 3. Schlachtlinie) oder 500 Mann (1. Schlachtlinie) haben.  
Das Strategikon des Maurikios empfiehlt, die Infanterie in vier gleich große Meroi (Links, Zentrum Links, Zentrum Rechts und Rechts) zu gliedern. Bei weniger als 24.000 Infanteristen sollen die Fußtruppen nur in drei Meroi (Links, Zentrum und Rechts) gegliedert werden (siehe Maurice's Strategikon: Book XII B. 9., S. 141–142).  
Zwar wird in den Taktika Leos VI. erklärt, dass der alte Begriff Meros durch den Begriff Tourma ersetzt wurde, dennoch behielt der Autor den Begriff zur Bezeichnung der taktischen Einheit bei.